# Gävleborgsgruppen
Gävleborgsgruppen (GBG) är en svensk militärregiongrupp inom Hemvärnet som verkat i olika former sedan 1998. Förbandsledningen är förlagd i Gävle garnison, Gävle.

## Historia
Inför försvarsbeslutet 1996 föreslog regeringen en ny försvarsområdesindelning, vilket innebar att tre försvarsområdesstaber inom Mellersta militärområdet skulle avvecklas senast den 31 december 1997. De tre staber som föreslogs för avveckling återfanns i Gävle, Linköping och Västerås. Gällande staben i Gävle föreslogs den tillsammans med staben i Falun att bilda ett gemensamt försvarsområde. Därmed avvecklades Hälsinge regemente den 31 december 1997 och från den 1 januari 1998 kom Gävleborgs försvarsområde att integreras i Kopparbergs försvarsområde, som antog namnet Dalarnas och Gävleborgs försvarsområde. Som stöd till hemvärn och frivilligverksamheten inom Gävleborgs län och före detta Gävleborgs försvarsområde bildades försvarsområdesgruppen Gävleborgsgruppen.
Som ett led i försvarsbeslutet 2000 avvecklades försvars- och militärområdena den 30 juni 2000 och från och med den 1 juli 2000 organiserades i dess ställe Militärdistrikt. Därmed avvecklades bland annat Dalarna och Gävleborgs försvarsområde. De nya Militärdistrikten motsvarade geografiskt sett de gamla militärområdena. Den stora skillnaden var att militärdistrikten var den lägsta nivån där chefen var territoriellt ansvarig. Inom militärdistrikten organiserades militärdistriktsgrupper, i regel en för varje län. Då Gävleborgsgruppen redan var organiserad inom Gävleborgs län kom den endast att organisatoriskt att överföras den 1 juli 2000 till Mellersta militärdistriktet.
Den 2 juni 2005 presenterade regeringen sin proposition (2004/05:160) gällande en avveckling av militärdistriktsorganisationen. I propositionen hänvisades regeringen till att "I det framtida insatsförsvaret och den beslutade insatsorganisationen finns det inte längre krav på eller behov av regional eller territoriell ledning som motiverar en särskild ledningsorganisation". Därmed ansåg regeringen att militärdistriktsorganisationen kunde avvecklas, något som Försvarsmakten även i en framställan till regeringen den 7 mars 2005 föreslagit. I dess ställe skulle fyra ledningsgrupper för säkerhetstjänst och samverkan inrättas, där ledningsgrupperna lokaliserade till Boden, Stockholm, Göteborg och Malmö. Den 16 november 2005 antog riksdagen regeringens proposition, därmed beslutades att militärdistriktsorganisationen skulle upplösas och avvecklas den 31 december 2005. Vilket innebar att militärdistriktsgrupperna omorganiserades till utbildningsgrupper och underställdes ett utbildningsförband. Detta medförde att Gävleborgsgruppen överfördes från Mellersta militärdistriktet till att bli en enhet inom Livgardet från och med den 1 januari 2006.
Den 1 januari 2013 bildades fyra militärregioner, där Mellersta militärregionen underställdes chefen för Livgardet, men löd under chefen insatsledningen i Högkvarteret avseende markterritoriell ledning i fred, kris och krig. Chefen för Gävleborgsgruppen var dock fortfarande underställd chefen Livgardet gällande produktionsledning av hemvärnsförbanden samt insatsledning inom utbildningsgruppens geografiska område. Den 1 januari 2018 delades dock ledningen av Livgardet och Mellersta militärregionen, det genom att en separat chefsbefattning för Mellersta militärregionen tillsattes. Vidare underställdes staben Mellersta militärregionen i ledningsfrågor direkt chefen insatsledningen i Högkvarteret. I Försvarsmaktens budgetunderlag till regeringen för 2020 föreslogs att de fyra militärregionala staberna från 1 januari 2020 skulle inrättas som egna organisationsenheter. Cheferna för militärregionstaberna föreslogs i sin tur underställas rikshemvärnschefen avseende produktion av utbildningsgrupper och hemvärnsförband. Detta medförde att utbildningsgrupperna överfördes organisatoriskt från ett utbildningsförband till de fyra militärregionala staberna. I regeringens proposition framhöll dock regeringen att den militära regionala indelningen kunde komma att justeras, det beroende på utfallet av utredningen "Ansvar, ledning och samordning inom civilt försvar" (dir. 2018:79). För Gävleborgsgruppen innebar denna förändring att utbildningsgruppen överfördes från Livgardet, till att bli en enhet inom Mellersta militärregionen från och med den 1 januari 2020.
För att påvisa anknytningen till militärregionen, lämnades den 1 januari 2023 begreppet utbildningsgrupp till förmån för det nya begreppet militärregionsgrupp. Det för att på ett tydligare sätt anknyta mot enhetens bidrag som ett av militärregionens krigsförband, med uppgifter såväl i fred som i krig.

## Verksamhet
Chefen Gävleborgsgruppen är från den 1 januari 2020 direkt underställd chefen för Mellersta militärregionen. Gävleborgsgruppens uppgifter är att utbilda, organisera och administrera hemvärnsförbanden i Gävleborgs län. Gruppen skall vidare stödja frivilliga försvarsorganisationer. Insatser i såväl fred som under kris och krig leds i allmänhet direkt av Mellersta militärregionen, men Gävleborgsgruppen kan ges ledningsuppgifter som till exempel att avdela en militär insatschef (MIC). Hemvärnet är den största enskilda verksamheten inom gruppen med cirka 1000 män och kvinnor. Från och med 2010 ansvarar Gävleborgsgruppen, tillsammans med 13 övriga hemvärnsgrupper runt om i landet, för så kallad direktutbildning (GSU) till sina insatsförband.

## Ingående enheter
Från den 1 januari 2012 organiserar Gävleborgsgruppen en hemvärnsbataljon, Gävleborgsbataljonen (18. hemvärnsbataljonen). 

### Gävleborgsbataljonen
- 18. hemvärnsbataljonsstaben och ledningsplutonen
- 181. hemvärnsinsatskompaniet
- 182. hemvärnsinsatskompaniet
- 183. hemvärnsbevakningskompaniet
- 185. hemvärnsbåtplutonen
- 186. hemvärnsflyggruppen
- 187. hemvärnsmusikkåren (Hemvärnets Musikkår Gävle)

## Förläggningar och övningsplatser
Gävleborgsgruppen är förlagd på den sydvästra delen av det före detta kasernområdet i Kungsbäck i Gävle. Efter den militära grundutbildningen upphörde 1994 vid Hälsinge regemente såldes kasernerna till Akademiska Hus. Förbandsledningen vid regementet flyttade samtidigt in i sjukhusbyggnaden. Efter att regementet upplöstes och avvecklades 1997, såldes även denna byggnad då till Högskolan i Gävle. Av kasernetablissimanget har sedan 1998 ett antal byggnader bibehållits av Försvarsmakten, bland annat "Byggnad 64", Frivillighuset (dåvarande HV/Friv-avd inom Fo 21) samt gamla SFD där idag Gävleborgsgruppens förbandsledningen är lokaliserad och utbildar soldater för hemvärnet i länet. Officersmässen återfinns sedan 1994 i det gamla soldathemmet.

## Heraldik och traditioner
Gävleborgsgruppen (GBG) är sedan den 1 januari 1998 traditionsbärare för Hälsinge regemente (I 14). Från den 1 juli 2012 förs dessa traditioner vidare av Gävleborgsbataljonen.

## Förbandschefer
- 1998–2006: Överstelöjtnant Håkan Nordfors
- 2006–2018: Överstelöjtnant Raymond Iller
- 2018–2018: Major Fredrik Almér [d]
- 2018–2020: Överstelöjtnant Håkan Berglind
- 2020–2023: Överstelöjtnant Lennart Eriksson [e]
- 2023–2024: Överstelöjtnant Martin Skoglund

## Galleri

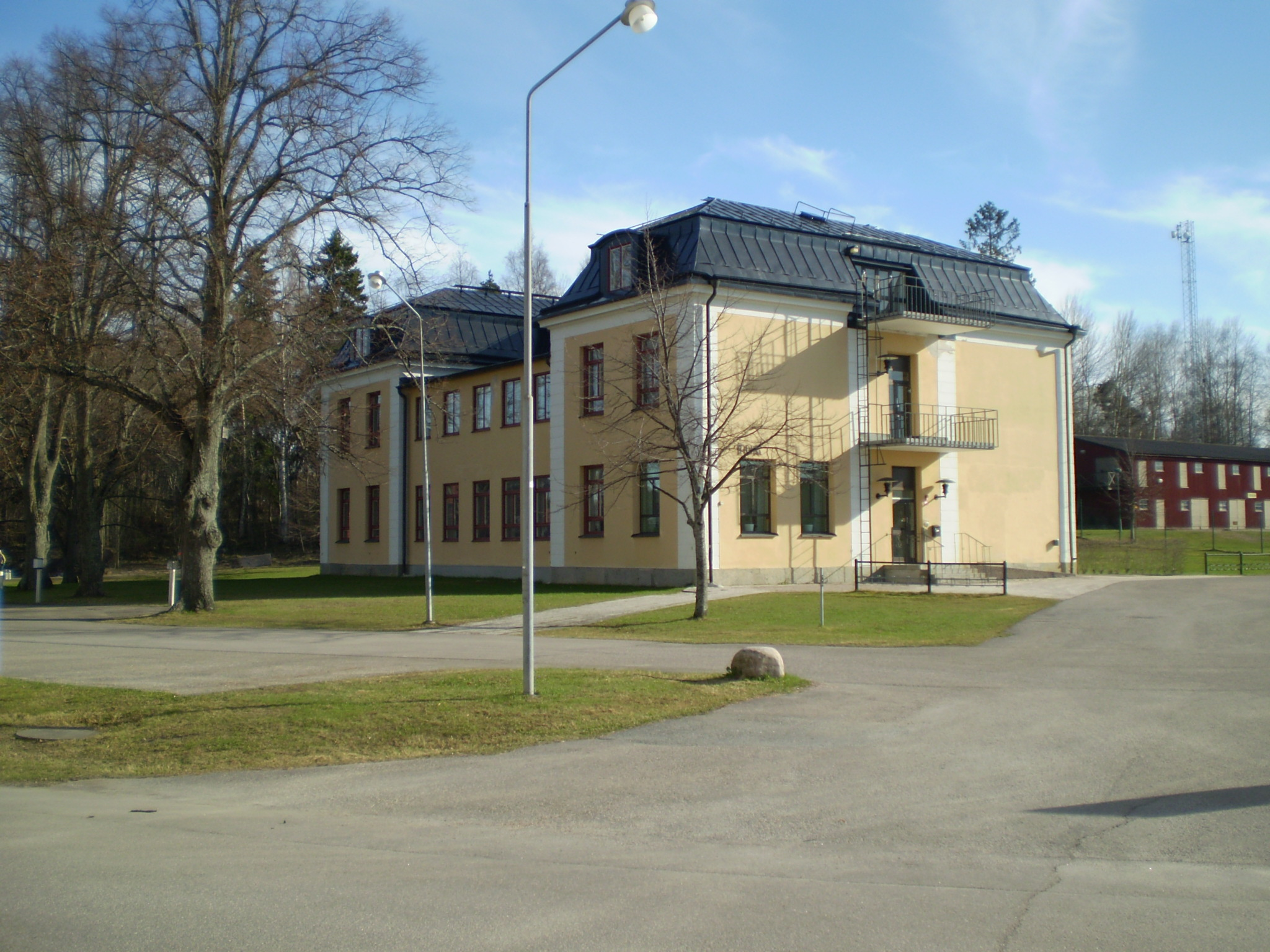
Före detta sjukhuskasern samt kansli.
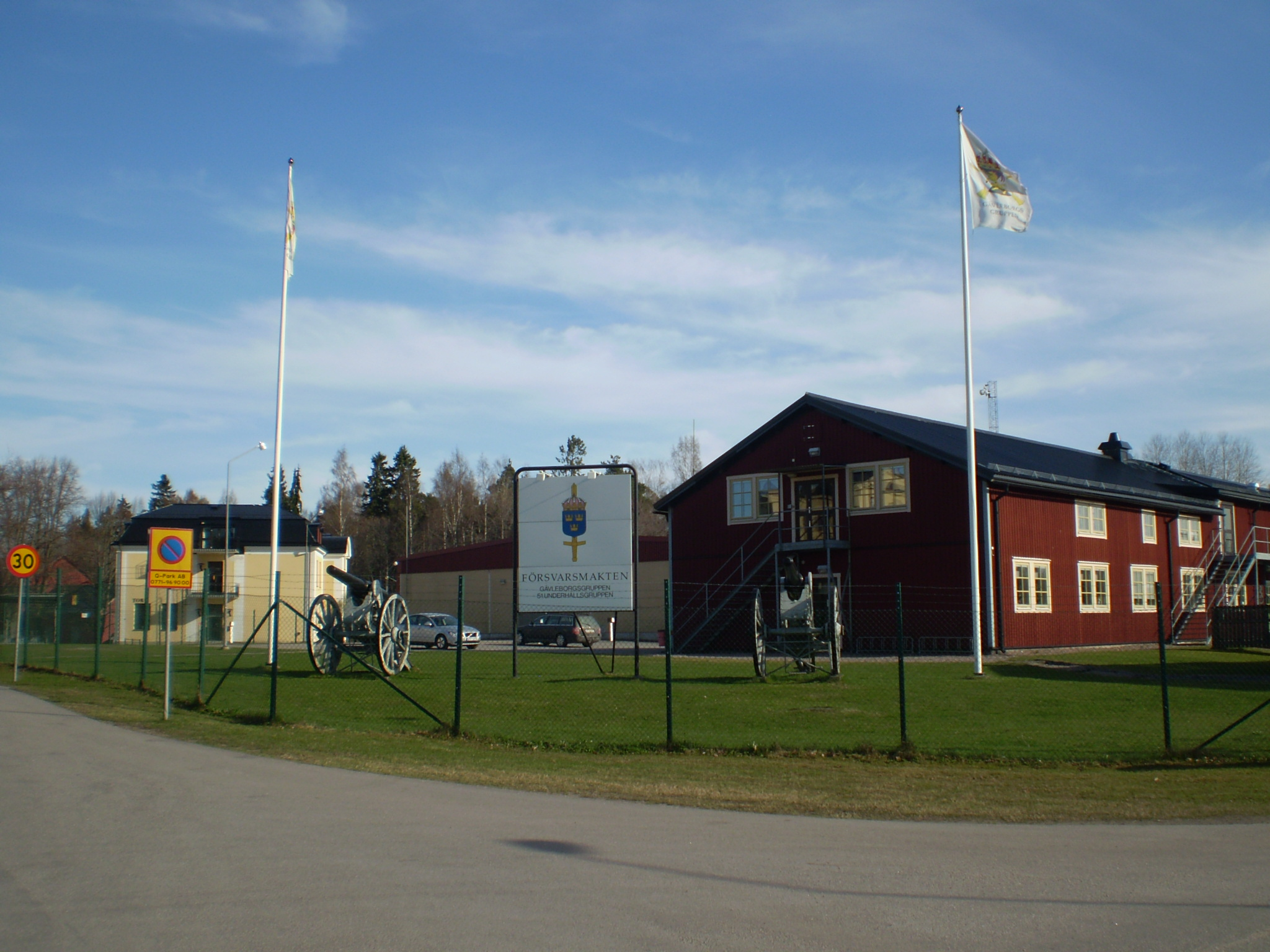
Entrén till Gävleborgsgruppen
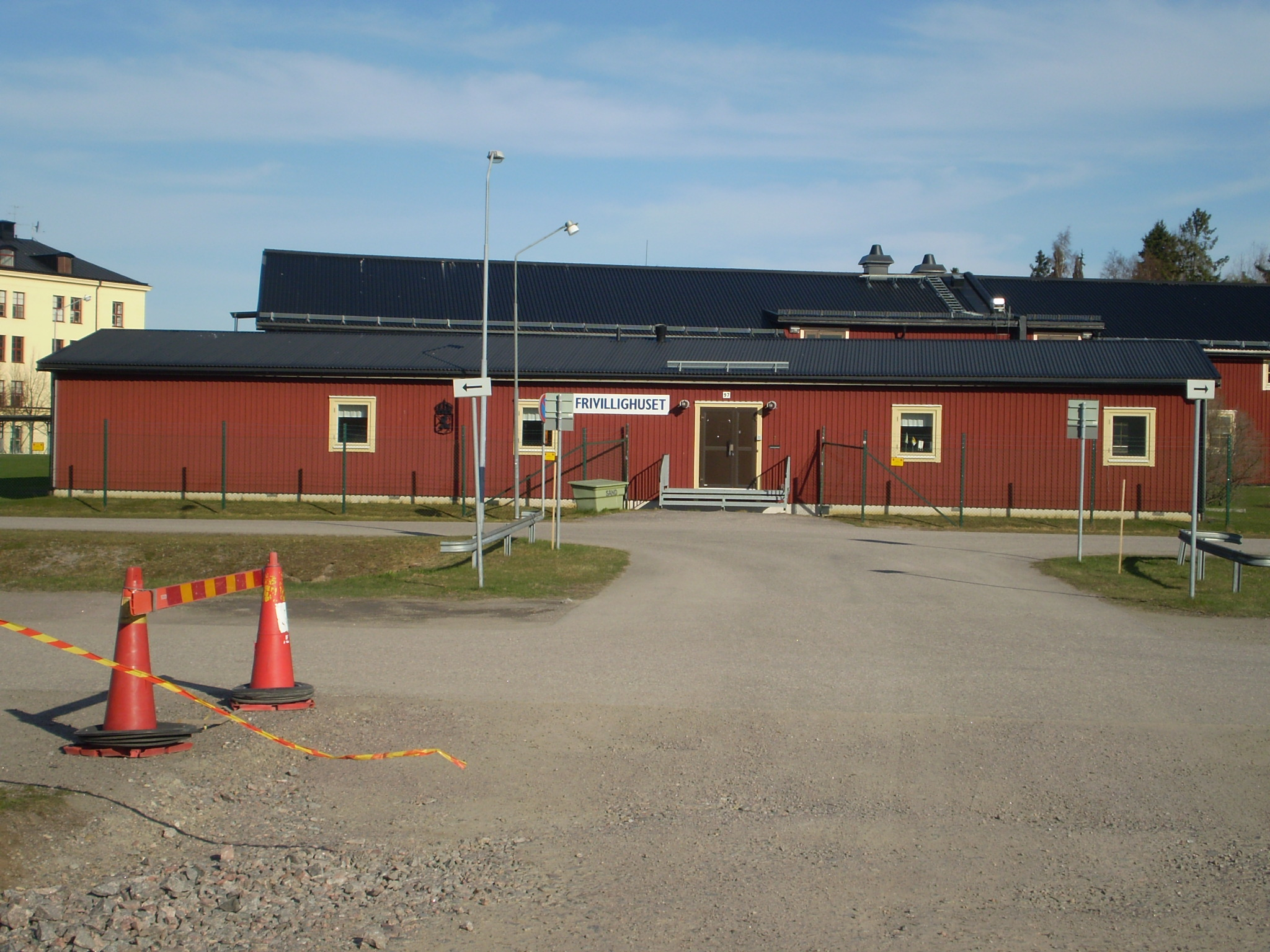
Byggnad 64 eller Frivillighuset vid Gävleborgsgruppen
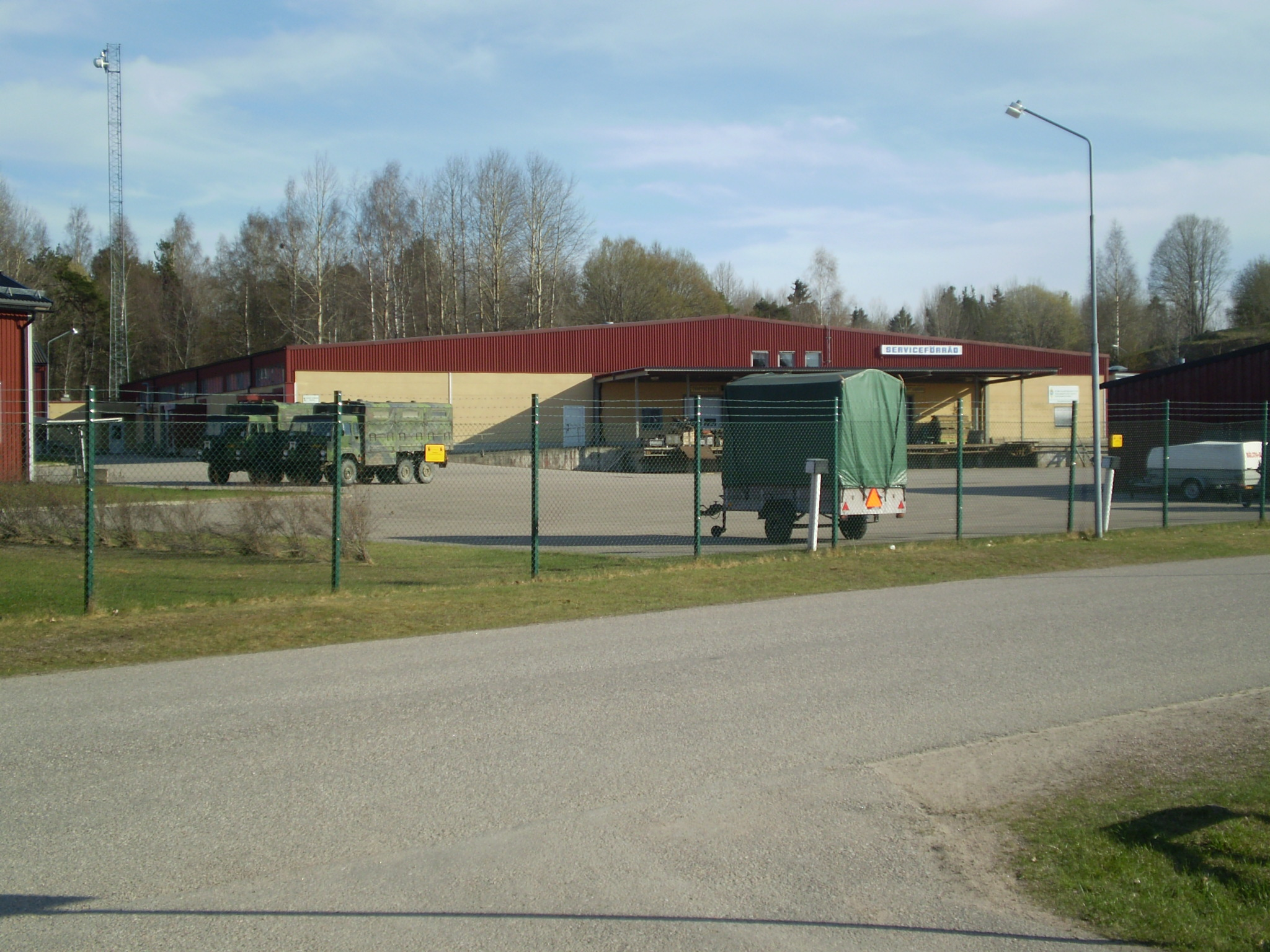
Serviceförrådet vid Gävleborgsgruppen
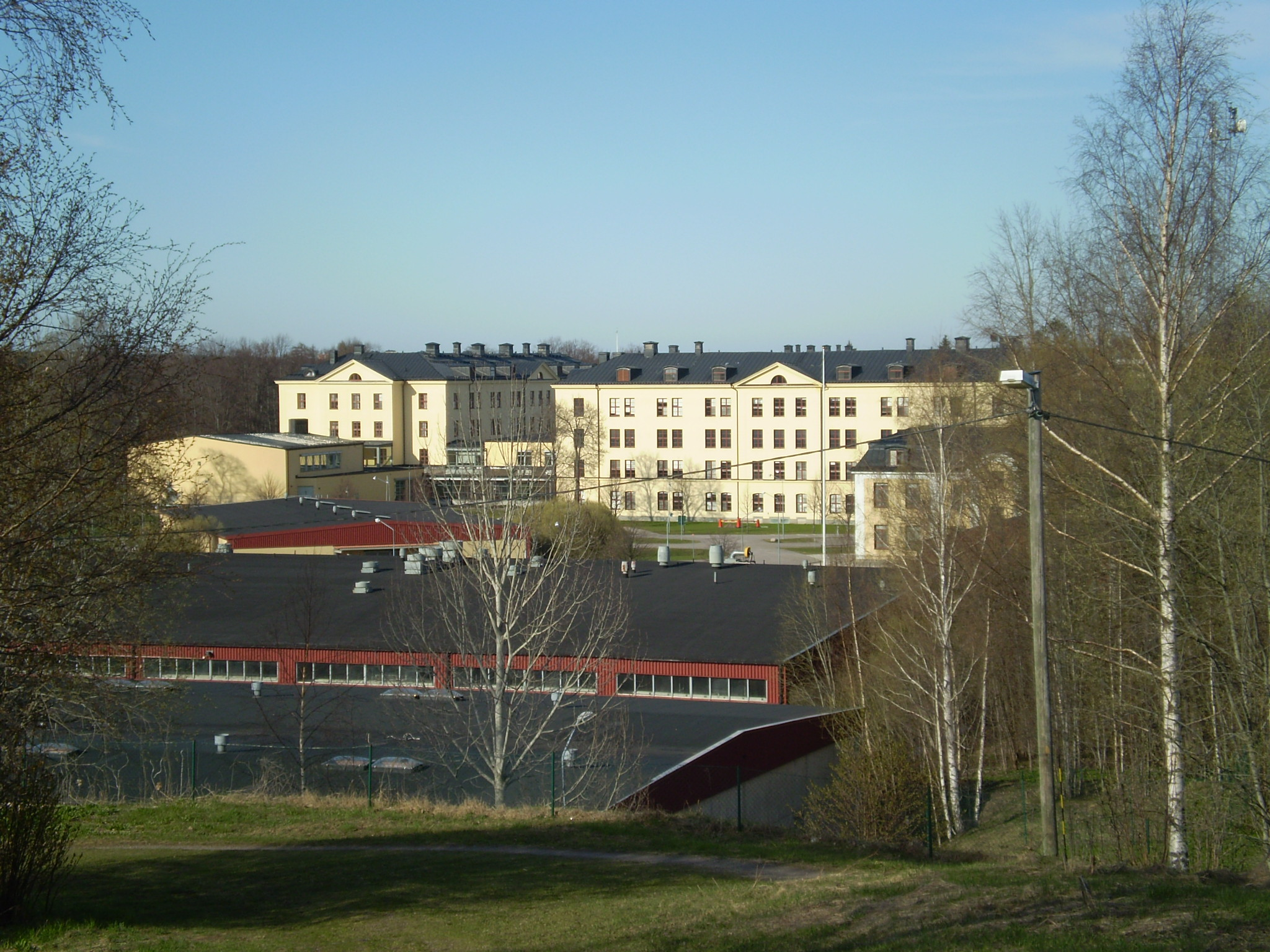
Vy över delar av Kungsbäck

## Namn, beteckning och förläggningsort
| Gävleborgsgruppen | 1998-01-01 | – |  |

| okänt | 1998-01-01 | – | 2000-06-30 |
| GABG  | 2000-07-01 | – | 2005-06-30 |
| GBG   | 2005-07-01 | – |            |

| Gävle garnison | 1998-01-01 | – |  |